# Zhu Tao
Zhu Tao (朱 滔) (??? - 785), aussi connu comme prince de Tongyi (通 義 王), est un général de la dynastie chinoise des Tang. Tout d'abord au service du pouvoir impérial pendant les règnes des empereurs Tang Daizong et Tang Dezong, il se retourne contre ses maîtres et s'allie avec Wang Wujun, Tian Yue et Li Na. Lorsque son frère Zhu Ci se rebelle à Chang'an, la capitale des Tang, et se proclame empereur, Tao devient son prince héritier. Mais quand Zhu Ci est vaincu et tué en 784, Zhu Tao se soumet à nouveau à l'empereur Dezong. 

## Origines familiales
Zhu Tao né entre 744 et 748. Sa famille vit dans la préfecture de You (幽州), dont le territoire fait actuellement partie de celui de Pékin. Son arrière-grand-père Zhu Li (朱利) et son grand-père Zhu Siming (朱思明) ont tous deux été des fonctionnaires impériaux de bas rang. Son père Zhu Huaigui (朱 懷 珪) sert comme officier sous les ordres de Pei Kuan (裴 寬) le gouverneur militaire ( Jiedushi ) du circuit de Fanyang (范陽), dont le siège se situe à la préfecture de You. Huaigui est le commandant des gardes de Pei, et est nommé général. Par la suite, Zhu Huaigui se met au service de l'état de Yan d'An Lushan, lorsque le Jiedushi de Fanyang, rejoint Lushan dans sa révolte contre l'empereur Tang Xuanzong en 755.  
À la fin de la rébellion, Li Huaixian, le général Yan alors responsable de Fanyang, se soumet à l'empereur Tang Daizong, le petit-fils de Xuanzong. Daizong permet à Huaixian de rester le Jiedushi de ce circuit, désormais rebaptisé Lulong (盧龍). Li Huaixian nomme alors Zhu Huaigui préfet de la préfecture de Ji (薊州), ce qui correspond actuellement à la ville de Tianjin. Zhu Huaigui reste au service de Li Huaixian jusqu'à sa mort, en 766.  Zhu Tao, et son frère aîné Zhu Ci, deviennent tous les deux des officiers au service de Li Huaixian. 

## Au service de Zhu Xicai
En 768, Zhu Tao et son frère Zhu Ci, ainsi qu'un collègue, Zhu Xicai, complotent pour tuer Li Huaixian. Suivant le plan qu'ils ont mis au point, Zhu Ci et Zhu Tao arrivent au quartier général de Li et tuent les gardes en poste à l'extérieur. Mais comme Zhu Xicai n'arrive pas avec ses troupes pour entrer dans le bâtiment et tuer Li, Zhu Ci commence à avoir peur et envisage de fuir. Il reste après que Zhu Tao lui ait dit : "Si notre plan échoue, nous mourrons de toute façon. Pourquoi s'embêter à fuir? "  Comme Zhu Xicai arrive juste après la réflexion de Tao, les trois conjurés finissent par entrer, tuent Li et massacrent sa famille. Zhu Xicai demande alors officiellement à la Cour Impériale le titre de Jiedushi par intérim. Un peu plus tard dans l'année, le gouvernement impérial valide sa demande et nomme Zhu Xicai Jiedushi en titre. Zhu Tao reste au service de Zhu Xicai. Il réussit à obtenir la confiance du nouveau Jiedushi, qui lui confie le commandement des gardes du quartier général. 
Mais, selon les chroniques de l'époque, Zhu Xicai se révèle rapidement être cruel et dur, au point de s'aliéner ses subordonnés. En 772, le secrétaire de Zhu Xicai, Li Huaiyuan (李懷 瑗), assassine son maitre, parce que les soldats étaient en colère contre le Jiedushi. Si, juste après le meurtre, le quartier général sombre dans la confusion, Zhu Tao ramène rapidement l'ordre en incitant ses soldats à proclamer que Zhu Ci est la seule personne qualifiée pour être le nouveau Jiedushi. Les autres officiers acceptent et Zhu Ci, qui est alors à l'extérieur de la capitale du circuit, est accueilli à son retour pour prendre le commandement. Comme Xicai en son temps, Zhu Ci a revendiqué le titre de Jiedushi par intérim et a envoyé des messagers à Chang'an, la capitale des Tang, pour rapporter ce qui s’est passé. Après réception des messagers, l'empereur Daizong élève officiellement Zhu Ci au rang de Jiedushi, et Zhu Tao reste au service de son frère.

## Au service de Zhu Ci
À cette époque, la frontière occidentale des Tang est souvent victimes d'incursions venant de l'Empire du Tibet, et le gouvernement impérial enrôle régulièrement des soldats des circuits pour participer à la défense des frontières à l'automne; la saison durant laquelle les attaques ont le plus souvent lieu. Cependant, depuis la fin de la révolte d'An Lushan, le circuit de Lulong ne s'était pas soumis à une telle conscription. En 773, Zhu Ci brise cette habitude, et montre sa soumission au gouvernement impérial, en envoyant Zhu Tao à Chang'an avec 5 000 soldats d'élite, pour participer à la défense contre les attaques automnales. Ce geste rend l'empereur Daizong très heureux, et il accueillie Zhu Tao avec une grande fête et en lui donnant beaucoup de récompenses. Pendant qu'il converse avec l'empereur Daizong, ce dernier lui pose la question suivante: "Qui est le plus capable de vous ou Zhu Ci?" Zhu Tao lui répond ainsi : 

« Nous avons tous deux des forces et des faiblesses. En ce qui concerne le commandement des soldats et le choix de la stratégie appropriée, votre sujet n'est pas aussi bon que Zhu Ci. Mais j'ai 27 ans et je suis capable de voir le visage d'un dragon [(c'est-à-dire l'empereur Daizong)]. Zhu Ci a cinq ans de plus et n'a pas été dans la maison d'un phénix (c'est-à-dire le palais impérial). En cela, je suis meilleur que lui. »

Cette flatterie satisfait pleinement l'empereur Daizong. 
L'année suivante, après que Zhu Tao lui ait suggéré d'aller à Chang'an lui-même pour prouver sa grande fidélité à l'empereur, Zhu Ci propose de commander lui-même les troupes de Lulong chargée de participer à la défense automnale. L'empereur Daizong accepte et, en outre, fait construire un grand manoir pour Zhu Ci en prévision de son arrivée. À l'automne 774, Zhu Ci, laisse Zhu Tao à la tête de Lulong et quitte le circuit pour se rendre à Chang'an. Plus tard la même année, il participe aux combats contre les Tibétains. Cependant, après que Zhu Ci soit parti de Lulong, Zhu Tao tue un certain nombre de ses proches collaborateurs et les relations entre les frères se détériorent. Même si, officiellement, il est toujours le Jiedushi du circuit, Zhu Ci commence à penser qu'il ne serait pas sûr pour lui de retourner à Lulong. Il demande alors l'autorisation de rester à Chang'an. L'empereur Daizong accepte et lui permet de conserver son titre de Jiedushi, tout en faisant de Zhu Tao le Jiedushi par intérim, puisque c'est lui qui  le contrôle effectif du circuit.

## En tant que Jiedushi par intérim
En 775, un des Jiedushi n'ayant fait qu'une soumission nominale à l'empereur Daizong pose un gros problème. Il s'agit de Tian Chengsi, le Jiedushi du circuit de Weibo (魏博), dont le siège se situe dans l'actuelle ville de Handan, Hebei. En effet, ce dernier offense gravement par ses actes non seulement le gouvernement impérial, mais aussi les autres Jiedushi, en s'emparant d'une grande partie du circuit de Zhaoyi (昭 義), dont le siège est à Anyang, Henan, après la mort de Xue Song, son Jiedushi, en 773. Il a également des vues sur les territoires de Li Zhengji, le Jiedushi du circuit de Pinglu (平盧) dont le siège correspond actuellement à la ville de Tai'an, Shandong, et Li Baochen, le Jiedushi de Chengde (成 德) dont le siège correspond actuellement à la ville de Shijiazhuang, Hebei. Il tue également Li Baozheng (李寶 正), qui est a la fois son gendre et le frère de Baochen, après qu'il a tué accidentellement Tian Wei (田 維), le fils de Chengsi, lors d'une collision survenue pendant une partie de polo. Li Baochen et Li Zhengji proposent d'attaquer Chengsi, et l'empereur Daizong décide de saisir cette occasion pour détruire le Jiedushi rebelle. Comme Zhu Tao est alors fidèle au gouvernement impérial, il unit ses forces à celles de Li Baochen et de Xue Jianxun (薛 兼 訓), un autre général fidèle au gouvernement impérial. À eux trois, ils attaquent le circuit de Weibo par le nord, tandis que Li Zhengji et Li Zhongchen attaquent par le Sud. Au début, la coalition remporte des victoires, mais la campagne s'enlise lorsque Zhu et Li Baochen attaquent la préfecture de Cang (滄州), ce qui correspond actuellement à la ville de Cangzhou, Hebei,  qui était défendue par Tian Tingjie (田 庭 玠), un cousin de Chengsi, sans réussir à la prendre rapidement. Pendant ce temps, Chengsi réussit à persuader Li Zhengji de se retirer à force de flatteries. De plus, Li Baochen est offensé par l'attitude d'un eunuque impérial nommé Ma Chengqian (馬承倩). Ce dernier rend visite à l'armée de Baochen, mais il est tellement mécontent du cadeau que lui fait le Jiedushi qu'il le jette par terre. Profitant de cet incident, Chengsi ment à Li Baochen et réussit à le persuader qu'en joignant leurs forces, ils peuvent attaquer et s'emparer de Lulong. Li Baochen se retourne donc contre Zhu, en lançant une attaque surprise contre lui, mais n'arrive pas à le tuer. Cette attaque met fin à tout espoir de campagne contre Tian Chengsi et crée une inimitié entre les circuits de Chengde et de Lulong. L'empereur Daizong est donc contraint de ré-accepter la soumission nominale de Tian Chengsi. 
Li Baochen meurt en 781. Son fils Li Weiyue demande à l'empereur de le nommer officiellement  Jiedushi du circuit de Weibo, comme successeur de son père. Cependant, l'empereur Daizong est mort en 779 et c'est son fils, l'empereur Tang Dezong, qui règne alors sur la Chine. Dezong veut adopter une position plus intransigeante que son père avec les seigneurs de la guerre et, en conséquence, rejette la demande de Weiyue. Li Weiyue se prépare alors à partir en guerre contre le gouvernement impérial. Dans sa lutte, il peut compter sur ses alliés, à savoir Tian Yue, le neveu et successeur de Tian Chengsi qui est mort en 779; Li Zhengji et Liang Chongyi, le gouverneur militaire du circuit oriental de Shannan (山南 東 道), dont le siège est à Xiangfan, Hebei. Il faut noter que Li Zhengji meurt en 781, avant la fin du conflit et c'est son fils Li Na qui lui succède, sans recevoir l'approbation impériale. Dans le cadre de la lutte contre les Jiedushi révolté, l'empereur Dezong donne l'ordre à Zhu d'attaquer Chengde par le nord. Zhu prend donc personnellement le commandement de son armée et marche sur la préfecture de Yi (易 州), ce qui correspond actuellement à la ville de Shijiazhuang, Hebei. Yi  est défendu par le général Zhang Xiaozhong. plutôt qu'une attaque frontale, Zhu essaye la voie diplomatique, en envoyant son secrétaire Cai Xiong (蔡 雄) tenter de persuader Zhang que les forces impériales seront bientôt capables de détruire Chengde et Weibo et qu'il devrait se soumettre à l'empereur. Zhang accepte de se rendre et Zhu envoie ensuite une lettre à l'empereur dans laquelle il recommande que Zhang soit nommé Jiedushi de Chengde. Il faut noter que, lorsque Zhu envoie sa missive, la majeure partie du circuit de Chengde est encore sous le contrôle de Li Weiyue, ce qui n’empêche pas l'empereur Dezong d'accepter la nomination de Zhang. En remerciement, ce dernier demande à son fils Zhang Maohe (張茂 和) d'épouser la fille de Zhu. Dès lors, Zhu Tao et Zhang Xiaozhong se lient d'amitié. 
Au printemps 782, Zhu Tao et Zhang Xiaozhong s'emparent de Shulu (束 鹿), qui est à proximité de Yi. Effrayé, Li Weiyue envisage de se soumettre au gouvernement impérial et d'abandonner Chengde. Mais lorsque Tian Yue découvre les intentions de Li, il s'énerve et demande à ce dernier d'exécuter son secrétaire Shao Zhen (邵 真), qui lui a recommandé de se soumettre. Li Weiyue obéit à Tian et tue Shao, avant d'envoyer une armée tenter de reprendre Shulu. Cette armée est commandée par Meng You (孟祐), un officier aux ordres de Weibo, et Wang Wujun, un des officiers de Weiyue. Les troupes de Zhu et Zhang infligent une cuisante défaite à l'armée de Weiyue, en partie à cause des problèmes existant au sein des révoltés. En effet, Wang craignait d’être exécuté par Li Weiyue en cas de victoire, car il était persuadé que Weiyue avait également peur de lui. Zhu veut exploiter sa victoire et marcher sur la préfecture de Heng, la capitale de Chengde, mais il arrête d'avancer quand, à sa grande surprise, Zhang recule et se retire à Yifeng (義 豐), ce qui correspond actuellement à la ville de Baoding, Hebei. Pour justifier une telle décision, Zhang explique à ses hommes que s'il attaque la préfecture de Heng, les officiers chargés de la défendre vont s'unir pour repousser l'attaque. Mais, selon Zhang, si on laisse faire les choses, ces mêmes officiers vont certainement tuer Li Weiyue et se rendre. De plus, Zhang trouve que Zhu se vante trop et est un allié peu fiable. Comme Zhang l'a prédit, Wang, une fois revenu dans la préfecture de Heng, se révolte et tue Li Weiyue avant de se rendre. Après la mort de Li Weiyue, Yang Rongguo (楊榮國), le beau-frère du défunt, chargé de défendre la préfecture de Shen (深 州)( Hengshui, Hebei ), se rend à Zhu. 
Mais après la victoire de Chengde, l'empereur Dezong prend une série de décisions qui dressent contre lui, Zhu et Wang. Déjà, il refuse de donner la préfecture de Shen à Lulong, comme Zhu l'avait demandé. Ensuite, il démantèle le circuit de Chengde, dont les sept préfectures sont réparties entre trois circuits plus petits. Du coup, Zhang n'est plus le Jiedushi de Chengde, mais celui d'un nouveau circuit, Yidingcang (易 定 滄), dont le siège se situe dans l'actuelle ville de Baoding, Hebei. Très vite renommé Yiwu (義 武), ce circuit se compose de trois préfectures. Quant à Wang et Kang Rizhi (康 日 知), un autre général du circuit de Chengde qui s'est soumis à l'autorité impériale pendant la campagne, ils ne reçoivent que 2 préfectures chacun. De plus, ils ne sont pas nommés Jiedushi, mais préfet militaire (團練 使, Tuanlianshi ), soit des titres d'un rang inférieur. Enfin, Dezong donne à Lulong deux préfectures supplémentaires, à savoir De (德州), soit l'actuelle ville de Dezhou, Shandong, et Di (棣 州), soit l'actuelle ville de Binzhou, Shandong. Mais ces donations ne sont que théoriques, car dans les faits, les deux préfectures sont encore sous le contrôle de Li Na. Zhu est irrité par le refus de l'empereur Dezong de lui donner une partie du territoire de Chengde, en particulier la préfecture de Shen, et le fait qu'il lui demande de récupérer deux préfectures supplémentaires par ses propres moyens. Wang est également en colère, car, contrairement aux promesses implicites de l'empereur Dezong, qui avait sous-entendu que celui qui tuerait Li récupérerait son poste, non seulement il reçoit un titre de moindre importance, mais en plus, il se retrouve dans une situation où il peut être facilement éliminé par une attaque ennemie. Tian Yue, qui est toujours en train de lutter contre les troupes impériales, n'a donc pas beaucoup d'efforts à faire pour persuader Zhu et Wang de le rejoindre dans une alliance contre l'empereur. Zhu et Wang sont tous deux d'accord pour se joindre à Yue, mais Zhu échoue lorsqu'il tente de persuader Zhang de les rejoindre. Durant l'été 784, Li Shizhen (李 士 真), un officier de Li Na, se rend aux forces impériales et leur livre les préfectures de De et Di. Zhu en profite pour capturer Li Shizhen et prendre le contrôle de ces deux préfectures, bien qu'à ce stade il n'ait pas encore officiellement tourné le dos au gouvernement impérial. 
Peu de temps après, l'empereur Dezong publie un édit donnant l'ordre à Lulong, Yidingcang et Wang du circuit de Hengji (恆 冀) d'attaquer Tian Yue depuis le nord. Wang intercepte les messagers impériaux et les livre à Zhu. Peu de temps après, Zhu déclare à ses hommes qu'ils vont bien se diriger vers le sud, mais pour attaquer les troupes impériales et non pas les aider. Ses officiers commencent par refuser d'exécuter cet ordre, ce qui l'oblige à reporter son attaque et en tuer un certain nombre. Lorsque l'empereur Dezong est mis au courant de la situation, il essaye d'apaiser Zhu en l'élevant au rang de prince de Tongyi et en exilant plusieurs fonctionnaires avec lesquels il est en conflit. Mais cela ne suffit pas à le faire changer d'avis. Par la suite, Zhu envoie également des messages secrets a son frére Zhu Ci, qui est alors occupé à défendre l'importante ville frontalière de Fengxiang (鳳翔), qui correspond actuellement à la ville de Baoji, Shaanxi ). Dans ces missives, il lui demande se rejoindre sa révolte contre l'empereur. Lorsque cette correspondance est découverte, l'empereur Dezong ne punit pas Zhu Ci mais le rappelle à Chang'an. Zhu Tao et Wang joignent alors leurs forces et marchent vers le sud, pour tenter de sauver Tian Yue, qui est alors assiégé par les troupes fidèles aux Tang dans la préfecture de Wei, la capitale du circuit de Weibo. Lorsqu'ils arrivent sur place, ils infligent une grave défaite à Ma Sui et Li Huaiguang, les généraux commandant l'armée Tang, ce qui oblige ce derniers à lever le siège. Wang suggère de les poursuivre, mais Zhu s'y oppose. En effet, il a reçu un message de Ma Sui dans lequel il dit être disposé à se rendre aux rebelles et demander à l'empereur Dezong d'accorder à Zhu les pleins pouvoirs pour gérer toutes les terres situées au nord du fleuve Jaune. Croyant en la promesse de Ma, il fait donc arrêter la poursuite. Mais lorsque ce dernier réussit à regrouper ses troupes, il refuse de se soumettre et renie sa promesse. Honteux de s’être fait avoir, Zhu s’excuse auprès de Wang, mais, selon les chroniques de l'époque, Wang reste rancunier envers son allié. 
Au lendemain de la défaite des troupes Tang, Tian est reconnaissant envers Zhu pour son aide et veut se soumettre à lui et Wang, ce qui revient à offrir le titre d'empereur à Zhu. Zhu refuse, attribuant tout le mérite de la victoire à Wang plutôt qu'à lui-même. Suivant les suggestions de Li Ziqian (李子 千), qui est au service de Zhu, et de Zheng Ru (鄭 濡), qui est au service de Wang , ils décident de revendiquer chacun un titre princier. Cette subtilité leur permet d'affirmer leur indépendance par rapport à l'autorité impériale, tout en conservant le nom d’ère des Tang afin de ne pas briser complètement les liens avec l'empereur. Le 9 décembre 782, au cours d'une cérémonie particulièrement élaborée, Zhu se proclame Prince de Ji, Wang prince de Zhao et Tian prince de Wei. Ils envoient ensuite une lettre offrant à Li Na le titre de prince de Qi. Ils créent des systèmes administratifs avec des structures gouvernementales parallèles à celles du gouvernement impérial des Tang, pour gérer leurs nouvelles principautés et montrer davantage leur indépendance. Cependant, les titres choisis pour désigner les différents postes administratifs sont intentionnellement différents de ceux des Tang, pour montrer une certaine subordination au pouvoir central. 

## En tant que prince autoproclamé de Ji
Rapidement, les trois princes doivent faire face à un problème de taille : les caisses sont vides, alors que les troupes de Zhu Tao et Wang Wujun continuent à combattre les troupes impériales Tang sur les terres de Tian Yue. Ils placent leurs espoirs dans une alliance avec un autre Jiedushi, qui a de plus grandes prétentions qu'eux, à savoir Li Xilie du circuit de Huaixi (淮西), dont le siège est à Xuchang, Henan. Ce circuit est alors prospère et une alliance avec Xilie leur permettrait donc de trouver l'argent qui leur manque tant. Les trois princes, ainsi que Li Na, envoient donc des émissaires à Huaixi, qui suggèrent à Li Xilie de prendre le titre impérial. Li Xilie ne le fait pas immédiatement, mais commence par revendiquer des titres supérieurs à ceux qui lui ont été accordés par l'empereur Dezong. Il finit par se déclarer empereur d'un nouvel État de Chu au printemps 784, mais sans avoir eu d'autres promesses d'allégeance de la part des quatre rebelles. 
Pendant ce temps, durant l'été 783, a lieu un incident qui commence à affaiblir l'alliance entre Zhu et Wang. Dans le cadre de la lutte contre les trois princes, le général impérial Li Sheng veut couper les lignes d'approvisionnement entre Lulong et Weibo, en s'emparant des préfectures contrôlées par Lulong, à savoir Zhuo (涿州), ce qui correspond actuellement à la ville de Baoding, et Mo (莫 州), ce qui correspond actuellement à la ville de Cangzhou. Pour atteindre son objectif, il unit ses forces à celles de Zhang Shengyun (張 昇 雲), le fils de Zhang Xiaozhong, pour assiéger Zhang Jingji (鄭景濟), un des généraux de Zhu, à Qingwan (清苑), une ville qui est également incluse dans le périmètre de Baoding. Zhu laisse son général Ma Shi (馬 寔) à Weibo et part secourir personnellement Qingwan, où il inflige une défaite à Li Sheng et Zhang Shengyun. Les deux vaincus sont obligés de se replier dans la préfecture de Yi, qui est alors contrôlée par Zhang Xiaozhong. Cependant, Zhu ne retourne pas immédiatement à Weibo après sa victoire. Wang envoie alors Song Duan (宋 端), un de ses hommes, auprès de Zhu pour le convaincre de retourner à Weibo dès que possible. Mais lorsque Song rencontre Zhu, il lui parle de manière très dure, au point que Zhu a un accès de colère. Effrayé, Wang vient s'excuser en personne auprès de Ma. La colère de Zhu s'apaise alors et il continue à traiter Wang comme un allié. Mais cet incident ne fait que nourrir un peu plus le ressentiment secret de Wang envers Zhu. Ce ressentiment peut expliquer pourquoi Wang accepte la proposition du général impérial Li Baozhen pour former une alliance en secret. Dans le même temps, il reste un allié de Zhu, Tian et Li Na. 
À l'automne 783, des soldats du circuit de Jingyuan (涇 原), dont le siège est à Pingliang, Gansu, se retrouvent à Chang'an où ils se préparent à être déployés sur le front de Weibo. Furieux, car ils considèrent qu'ils n'ont pas reçu suffisamment de récompenses, ils se mutinent, forçant ainsi l'empereur Dezong à s'enfuir à Fengtian (奉天), ce qui correspond actuellement à la ville de Xianyang, Shaanxi. Les mutins se rallient à Zhu Ci, qui a été rappelé à la capitale après la révolte de Zhu Tao. Zhu Ci s'auto-proclame alors empereur d'un nouvel État de Qin, et il fait de Zhu Tao son prince héritier. Lorsqu'il reçoit la lettre de son frère, Zhu Tao fait immédiatement diffuser la nouvelle auprès des autres circuits, dans l'espoir qu'ils se rallient au nouveau régime. Lorsque la nouvelle de la fuite de l'empereur Dezong vers Fengtian arrive au camp impérial de Weibo, les troupes impériales se dispersent, Li Huaiguang partant pour Fengtian pour aider l'empereur Dezong, tandis que Ma Sui, Li Baozhen et Li Qiu (李 艽) retournent dans leurs circuits respectifs. À la suite du repli des troupes impériales, Zhu Tao et Wang retournent également dans leurs propres circuits. Pendant ce temps, Zhu Tao, qui a épousé une fille d'un khan Huige, demande de l'aide à sa belle-famille. Ces derniers répondent en envoyant 3 000 soldats pour aider Zhu Tao à marcher vers le sud afin de capturer la capitale orientale des Tang, Luoyang. Cependant, à ce stade du conflit, Li Baozhen a réussi à persuader Wang de se retourner contre Zhu Tao, en soulignant que si Tao et son frére réussissent leur coup, Wang sera sous leur contrôle et que le titre de Prince de Ji de Zhu Tao prouve qu'il veut s'emparer de la préfecture de Ji (冀州), qui est alors dirigée par Wang. Il faut noter que cette préfecture de Ji, située dans l'actuelle ville de Hengshui, est différente de la préfecture homonyme dont Zhu Huaigui, le père de Zhu Tao, a été le préfet. De son côté, l'empereur Dezong envoie également des messagers à Tian et Li Na, où il les exhorte à se retourner contre Zhu Tao. La situation se retourne définitivement au printemps 784, lorsque Dezong proclame une grâce générale, qui inclut même Zhu Tao, Wang, Tian, Li Na et Li Xilie et leur promet implicitement de ne plus interférer dans leurs affaires s'ils acceptent de se soumettre à nouveau à l'autorité impériale, ne serait-ce que nominalement. Wang, Tian et Li Na sautent sur l'occasion pour sortir la tête haute de cette crise ruineuse et renoncent tous à leurs titres royaux autoproclamés. 
De son côté, Zhu Tao ignore tout de l'évolution de la situation et commence à appliquer son plan pour marcher sur Luoyang au début de l'an 784. Il traverse les circuits de Hengji et Weibo en étant accueilli par des grandes cérémonies de bienvenue organisées par Wang et Tian. Mais lorsque Zhu atteignit Yongji (永濟), ce qui correspond à l'actuelle ville de Handan, et demande à Tian de le rejoindre pour marcher avec lui sur la capitale orientale, Tian refuse. Furieux, Zhu divise ses troupes et attaque plusieurs villes du circuit de Weibo. Tian se retranche dans la préfecture de Wei, où il attend de l'aide, mais il finit par être assassiné par son cousin Tian Xu, le fils de Tian Chengsi, qui lui succède. Au début, Zhu se réjouit de la nouvelle, car Tian Xu semble vouloir se joindre à lui. Mais Xu finit par choisir de rallier les forces impériales de Li Baozhen et Ma Sui, tout comme son oncle avant lui. Zhu continue donc d'assiéger les deux villes principales de Weibo : Zhu assiège personnellement la préfecture de Bei (貝 州), ce qui correspond actuellement à la ville de Xingtai, Hebei, défendue par le général Xing Caojun (邢曹俊); tandis que Ma Shi assiège la préfecture de Wei. Mais aucune des deux villes ne tombe. Pendant ce temps, Li Baozhen et Wang ont joint leurs forces et arrivent dans le circuit de Weibo. En apprenant la nouvelle, Ma Shi lève le siège de la préfecture de Bei et rejoint Zhu. Au début, Zhu se prépare pour combattre Wang et Li Baozhen dès le lendemain. Mais Ma Shi demande quelques jours de repos, car ses soldats sont épuisés après avoir parcouru une distance considérable. Cependant, le général Huige, un des assistants de Zhu, ainsi qu'Yang Bu (楊 布) et Cai Xiong, plaident pour une attaque immédiate. C'est leur point de vue qui prévaut et, le lendemain, 29 mai 784, la bataille entre les armées rebelles et Tan a lieu. Zhu, trop confiant, est vaincu par Wang et Li Baozhen. Plus de 10 000 de ses 30 000 soldats sont tués et plus de 10 000 désertent. Zhu, avec les quelques milliers de soldats qui lui restent, craint d'être anéanti par ses ennemis et s'enfuit vers la préfecture de De. Wang et Li Baozhen ne peuvent pas le poursuivre à cause du brouillard trop dense qui recouvre la région. Zhu fait exécuter Yang et Cai, puis décide de retourner dans la préfecture de You, qu'il a confié à son cousin Liu Peng. Mais, ce faisant, il craint que Liu ne profite de la situation pour prendre le pouvoir. Mais ces craintes sont infondées, car lorsqu'il arrive à You, Liu mobilise les troupes restantes et quitte la ville pour l'accueillir lors d'une grande cérémonie.

## Fin de vie
Pendant ce temps, Zhu Tao continue d'affronter Wang Wujun. L'empereur Dezong décerne d'ailleurs briévement à ce dernier le titre de Jiedushi de Lulong, après avoir vaincu Zhu Ci et être retourné à Chang'an. Cette nomination ne sert qu'à une seule chose : faire pression sur Zhu Tao. Tao envoie une lettre à l'empereur, dans laquelle il s'excuse et offre de se soumettre à nouveau à l'empereur Dezong. Ce dernier répond en publiant un édit acceptant sa nouvelle soumission et lui rendant ses anciennes fonctions. Il meurt en 785 et reçoit des honneurs posthumes malgré sa révolte contre le gouvernement impérial. Liu Peng lui succéde. 